# Peder Tuborgh
Peder Tuborgh, född 22 april 1963 i Skanderborg, är en dansk företagsledare som sedan 2005 är koncernchef och VD för Arla Foods.
Tuborgh studerade på Odense Universitet och avlade 1985 kandidatexamen i nationalekonomi och en master of business administration 1987. Han blev efter det utsedd till produktchef i MD Foods för den tyska marknaden. 1990 blev han marknadschef i Saudiarabien för MD Foods dotterbolag, Danya Foods. Tuborgh avancerade i hierarkin på MD och blev marknadsdirektör 1994. 2000 blev han chef för Division Danmark i Arla Foods och 2002 koncerndirektör med ansvar för Norden, Division Danmark med mera. 1 juli 2005 efterträdde Tuborgh Åke Modig som koncernchef och VD för Arla Foods.